# Shidehara Kijūrō
Nam tước Shidehara Kijūrō (幣原 喜重郎 Tệ Nguyên Hỉ Trùng Lan, 13 tháng 9 năm 1872 – 10 tháng 3 năm 1951) là một nhà ngoại giao người Nhật nổi bật trước Thế chiến thứ hai và là Thủ tướng Nhật Bản từ 9 tháng 10 năm 1945 đến 22 tháng 5 năm 1946. Ông là người đề xướng Chủ nghĩa hòa bình chủ đạo ở Nhật Bản trước và sau Thế chiến thứ hai, và còn là Thủ tướng Nhật Bản cuối cùng là thành viên của kazoku. Vợ ông, Masako, là con gái thứ tư của Iwasaki Yatarō, nhà sáng lập Mitsubishi zaibatsu.